# Macaranga humbertii
Macaranga humbertii är en törelväxtart som beskrevs av Jacques Désiré Leandri. Macaranga humbertii ingår i släktet Macaranga och familjen törelväxter.
Artens utbredningsområde är Madagaskar. Inga underarter finns listade i Catalogue of Life.